# خانه احمد نظام
خانه احمد نظام مربوط به دوره قاجار است و در اردستان، محله باغبازان زواره، کوچه حسینیه بزرگ واقع شده و این اثر در تاریخ ۲۴ اسفند ۱۳۸۳ با شمارهٔ ثبت ۱۱۵۸۶ به‌عنوان یکی از آثار ملی ایران به ثبت رسیده است.